# Santa María Madre del Redentor en Tor Bella Monaca (título cardenalicio)
El título cardenalicio de Santa María Madre del Redentor en Tor Bella Monaca (del italiano: Santa Maria Madre del Redentore a Tor Bella Monaca) fue creado por Juan Pablo II el 28 de junio de 1988 y vinculado a la iglesia de Santa María Madre del Redentor situada en la zona de Torre Angela al este de Roma.

## Titulares
- James Aloysius Hickey (1988-2004)
- Joseph Zen Ze-kiun (2006-actualidad)